# Cala Sequer
Cala Sequer ist eine kleine Bucht mit einem Sandstrand an der Ostküste der spanischen Baleareninsel Mallorca. Sie befindet sich im Südosten der Gemeinde Manacor zwischen den Orten Cales de Mallorca und S’Estany d’en Mas.

## Lage und Beschreibung

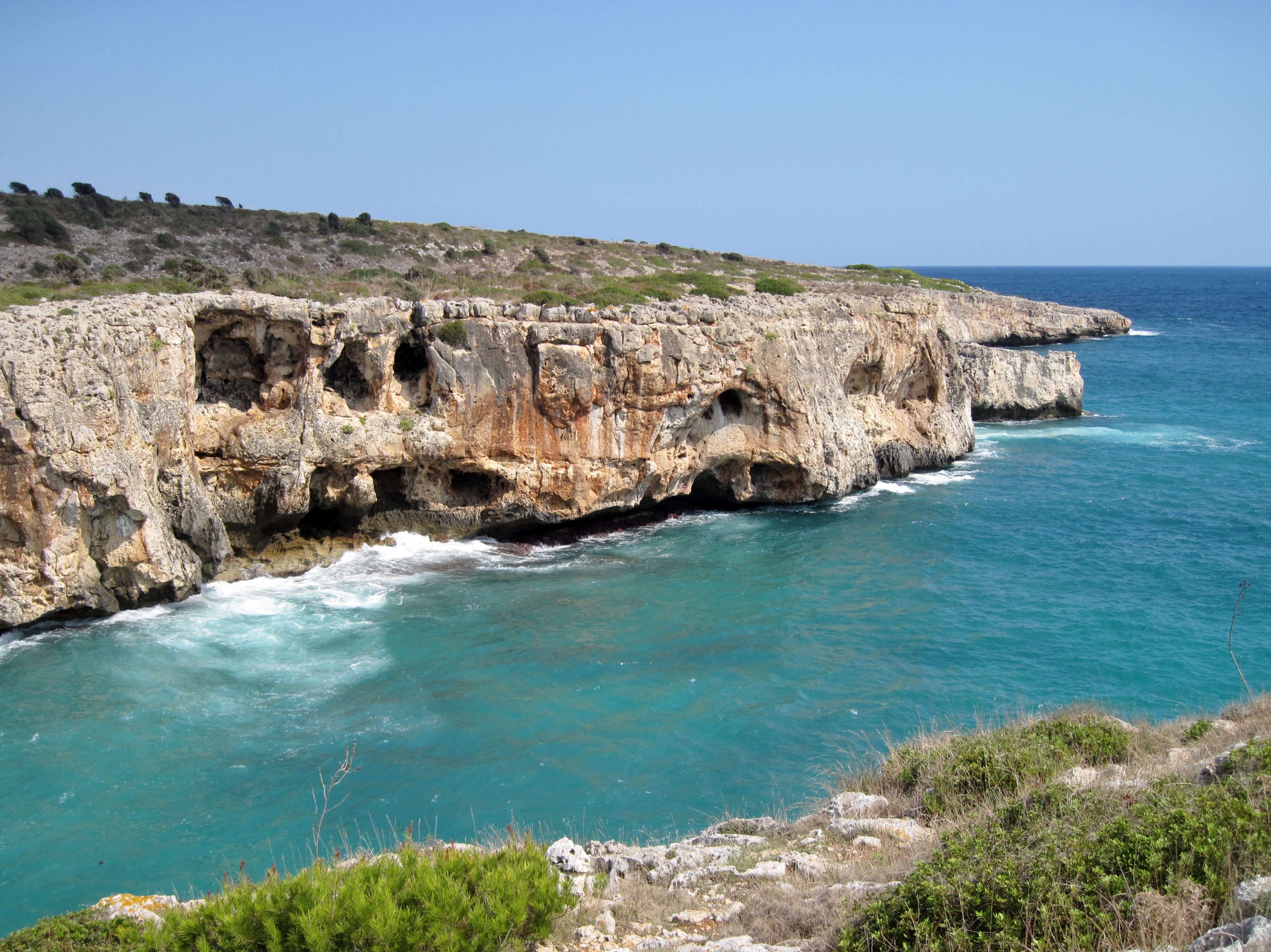
Buchtausgang

Die Cala Sequer liegt abseits der nächstgelegenen Touristen-Siedlungen Cales de Mallorca, 3,5 Kilometer im Süden, und S’Estany d’en Mas, 2,5 Kilometer nordöstlich, im Naturschutzgebiet Cales Verges de Manacor (Typ ANEI – Àrea natural d’especial interès). Sie ist ein länglicher, nach Westen ins Inselinnere reichender Meereseinschnitt zwischen den kleineren Buchten der sich anschließenden Cala Enganapastor im Nordosten und der 400 Meter südlich befindlichen Caló des Serral.
Der Strand der Cala Sequer aus mit Geröll vermischtem Sand ist etwa 25 Meter lang und von Felsen flankiert, die zur Buchtausgang hin eine Kliffküste bilden. An der Nordseite des Strandes endet eine teils verfallene Trockensteinmauer (Marge), die sich am Regueró de Cala Sequer landeinwärts zieht, einem Sturzbach (Torrent), der hier als Regueró („Rinnsal“) bezeichnet nur bei starken Niederschlägen Wasser führt. Hinter dem etwa 40 Meter breiten Strand steigt das Gelände entlang des Sturzbaches zum Landgut Son Josep de Baix langsam an. Die Vegetation der Umgebung bilden teils Sträucher und niedere Bäume als auch Kiefernwald. Einen Kilometer nordwestlich der Bucht befindet sich die Cova de sa Gleda – Camp des Pou, die längste Unterwasserhöhle Europas.

## Zugang
Durch die geschlossene Umfriedung des südlich direkt oberhalb der Cala Sequer befindlichen Anwesens ist der ursprüngliche Zugang zur Bucht vom Landgut Son Josep de Baix her versperrt. Vom Eingangstor des umfriedeten Anwesens führt ein schmaler Pfad entlang des Zaunes zunächst nordwärts, dann Richtung Osten zur Bucht hinunter. Weiterhin ist die Cala Sequer von See oder entlang der felsigen Küstenlinie erreichbar. Letzteres ist von der südlichen Caló des Serral möglich, von wo ein Weg hinauf nach Son Josep de Baix führt, als auch von der 700 Meter nordöstlich gelegenen Cala Varques, was sich auf Grund des Fehlens eines Weges jedoch schwierig gestaltet. Zwei Kilometer westlich der Cala Sequer verläuft die Landstraße MA-4014 zwischen Porto Cristo und Portocolom.

## Belege
- Manacor Turístic: Umweltatlas Manacor. Ajuntament de Manacor / Delegació de Turisme / Delegació de Medi Ambient 2008
- Manacor Turístic: Mapa topogràfic del terme municipal de Manacor. Topografische Karte 1:40.000, Ajuntament de Manacor / Delegació de Turisme 2007